# Amants (film, 2020)
Pour les articles homonymes, voir Amants.
Pour plus de détails, voir Fiche technique et Distribution.
Amants est un film français coécrit et réalisé par Nicole Garcia, sorti en 2020.
Il est présenté à la Mostra de Venise, en septembre 2020.

## Synopsis
Lisa, étudiante dans une école hôtelière, à Paris, est toujours pressée de retrouver son amour de jeunesse, Simon. Un soir, chez un client de Simon, la situation tourne au drame ; Simon quitte précipitamment la France. Depuis, elle n'a plus aucune nouvelle de lui. Les années passent, ils se retrouvent fortuitement dans un complexe hôtelier touristique de l'océan Indien. Elle est venue avec son riche mari, lui est un modeste employé du ressort.

## Fiche technique
Sauf indication contraire, les informations mentionnées dans cette section peuvent être confirmées par la base de données cinématographiques Unifrance,  présente dans la section « Liens externes ».
- Titre original : Amants
- Réalisation : Nicole Garcia
- Scénario : Jacques Fieschi et Nicole Garcia
- Musique : Grégoire Hetzel
- Décors : Thierry Flamand
- Costumes : Nathalie du Roscoat
- Photographie : Christophe Beaucarne
- Son : Jean-Marie Blondel et Martin Boissau (ingénieurs) ; Sylvain Malbrant et Nikolas Javelle (montage)
- Montage : Frédéric Baillehaiche et Juliette Welfling
- Production : Philippe Martin et David Thion
- Sociétés de production : Les Films Pelléas ; Mars Films, France 3 Cinéma et Pauline's Angel (coproductions) ; SOFICA Cofinova 16 (en association avec)
- SOFICA : Cofinova 15, Manon 9
- Sociétés de distribution : Wild Bunch Distribution (France) ; Axia Films Inc. (Québec)
- Pays de production :  France
- Langue originale : français
- Format : couleur — 2,35:1
- Genre : thriller, drame
- Durée : 102 minutes
- Dates de sortie : 
  - Italie : 3 septembre 2020 (Mostra de Venise 2020)
  - Québec : 8 octobre 2021
  - France, Belgique, Suisse romande : 17 novembre 2021

## Distribution
- Stacy Martin : Lisa Redler
- Pierre Niney : Simon
- Benoît Magimel : Léonard Redler
- Roxane Duran : Nathalie
- Nicolas Wanczycki : le père de Lisa
- Grégoire Colin : Paul
- Christophe Montenez : Pierre-Henri
- Béleina Win : Luz

## Production

### Tournage
Le tournage débute le 28 janvier 2019 
pour s'achever le 12 avril 2019.

## Distinction

### Sélection
- Mostra de Venise 2020 : sélection en compétition